# Expédition Snellius
L'expédition Snellius est une expédition d'océanographie organisée par les Pays-Bas en 1929-1930.

## Histoire
Le but de l'expédition est d'analyser les fonds marins de l'est de l'Indonésie, en particulier vers Mindanao. Il s'agit de l'expédition la plus importante entreprise dans ces eaux. L'expédition a été menée par le navire de la marine néerlandaise HNMS Willebrord Snell commandé par Petrus Martinus van Riel. L'étude s'est déroulée du 27 juillet 1929 au 25 novembre 1930.
En mai 1930, elle effectue la mesure record de son époque en relevant 10 068 m de profondeur.